# Jocelyne Loewen
Jocelyne Rae Loewen, född 1 november 1976 i Alberta, är en kanadensisk skådespelerska verksam i Vancouver. Hon är mest känd för att bland annat göra den engelskspråkiga rösten till Milfeulle Sakuraba i Galaxy Angel, Merle i The Vision of Escaflowne och Penny Ling i Littlest Pet Shop.
Jocelyne har, utöver sitt arbete som röstskådespelare, även medverkat i en del live action-relaterade filmer och TV-serier, såsom Stargate SG-1, The 4400, Död zon och Eureka.